# Gertrud Buchenrieder
Gertrud Buchenrieder (* 4. Januar 1964 in Waldshut-Tiengen) ist eine deutsche Expertin für Sozialforschung in Entwicklungsländern insbesondere in Afrika, sie ist Hochschullehrerin für Entwicklungsökonomie und -politik an der Universität der Bundeswehr München.

## Leben und Wirken
Nach ihrem Abitur am Wirtschaftsgymnasium in Bad Säckingen studierte Buchenrieder Allgemeine Agrarwissenschaften, Fachrichtung Wirtschafts- und Sozialwissenschaften an der Universität Hohenheim (1984 bis 1987) und erwarb nach einem zusätzlichen Auslandsstudium an der Ohio State University, Columbus, USA 1989 den Master of Science, der in Deutschland als Diplom-Ökonom anerkannt wurde.
Nach einer Hospitation bei der Deutschen Gesellschaft für Internationale Zusammenarbeit (GIZ) (1988) und einem Forschungsaufenthalt in Shaba, Republik Zaire (jetzt Demokratische Republik Kongo) folgten mehrere Studienaufenthalte an der Ohio University und am International Food Policy Research Institute (IFPRI), Washington, D.C., USA.
Die Promotion zum Dr. agr. an der Universität Hohenheim erfolgte 1994. Danach erhielt Buchenrieder ein HSP-II-Stipendium (Förderung von habilitationswürdigen Wissenschaftlerinnen) sowie 1996 den J. G. Knoll Wissenschaftspreis der Vater und Sohn Eiselen Stiftung Ulm.
Es folgten Forschungsaufenthalte an der Boston University, School of Nutrition Science and Policy, Boston, USA sowie der Hanoi Agricultural University, Hanoi, Vietnam und der Chiang Mai University, Chiang Mai, Thailand.
Die Habilitation im Fach „Entwicklungs- und Agrarpolitik“ erfolgte 2002 an der Universität Hohenheim mit einer anschließenden Privatdozentur. Die Berufung zur Professorin für „Politik und Institutionen des Agrarsektors“ und für „Wirtschafts- und Sozialpolitik des Landbaus“, an die Martin-Luther-Universität Halle-Wittenberg (MLU) erfolgte 2006. Gleichzeitig leitete Buchenrieder 2006 bis 2010 das Leibniz-Institut für Agrarentwicklung Transformationsökonomien (IAMO), Abteilung „Rahmenbedingungen des Agrarsektors und Politikanalyse“.
Von 2010 bis 2012 war Buchenrieder als Gastprofessorin für „Politik und Entwicklung außerhalb der OECD Welt“ an der Universität der Bundeswehr München, 2013 für „International Political Economy“ an der Mitteleuropäische Hochschule Skalica in Skalica, Slowakei und von 2014 bis 2017 als Professorin für „Agrar- und Ernährungswirtschaft“ als Lehrstuhlvertretung an der Technischen Universität München (TUM) tätig.
Den Ruf an die Bundeswehruniversität München für Entwicklungsökonomie und -politik nahm Buchenrieder im Jahr 2019 an und ist seitdem dort tätig.

## Publikationen (Auswahl)
- G. Buchenrieder, R. Heining, F. Heidhues: Entwicklung ländlicher Finanzmärkte für den kleinbäuerlichen Bereich in Rumänien – Konzept der ländlichen Finanzmarktentwicklung in Transformationsökonomien. Verlag Grauer, Stuttgart 2001.
- G. Buchenrieder, T. Dufhues, J. Möllers, D. Runschke, G. Sagyndykova: Return to the countryside: The return intentions of highly educated young people in the Akmola province of northern Kazakhstan. In: Population, Space and Place, 2019; doi:10.1002/psp.2273
- E. Maduekwe, W. Timo de Vries, G. Buchenrieder: Measuring human recognition for women in Malawi using the Alkire Foster method of multidimensional poverty counting. In: Social Research Indicators, 2019; Sozialforschung in Malawi
- D. Traikova, T. Manolava, J. Möllers, G. Buchenrieder: Corruption perceptions and entrepreneurial intentions in a transition economy. In: Journal of Developmental Entrepreneurship, 2017. 22 (3), S. 1-21. Problematik von Unternehmen in Entwicklungsländern (PDF; 392 kB) abgerufen am 14. Juni 2020.
- G. Buchenrieder, Ch. Mack, R.A. Balgah: Human security and relocation of internally displaced. Environmental refugees in Cameroon. In: Refugee Review Quarterly, 2017, 36 (3), S. 20-47; doi:10.1093/rsq/hdx005
- G. Buchenrieder, T. Dufhues, I. Theesfeld, N. Munkung: Participatory rural governance and cultural practices in Thailand. In: Cogent Social Science (Politics and International Relations), 2017, 3 (1), S. 1-19; doi:10.1080/23311886.2017.1338331
- I. Theesfeld, T. Dufhues, G. Buchenrieder: The effects of rules on local political decision-making processes: How can rules facilitate participation? In: Policy Sciences, 2017. 50 (4), S. 675–696; doi:10.1007/s11077-017-9284-2